# Pelexia delicatula
Pelexia delicatula là một loài thực vật có hoa trong họ Lan. Loài này được Szlach. & Veyret mô tả khoa học đầu tiên năm 1994.